# Флорис IV
Флорис IV (нидерл. Floris IV; 24 июня 1210 — 19 июля 1234) — граф Голландии с 1222 года. Сын Вильгельма I Голландского и Аделаиды Гелдернской.

## Биография
В 1222 году Флорис IV наследовал отцу. Так как он был ребенком, то его регентом был Балдуин Бентхейм. Он отобрал у Фландрии Зеландию и так называемую имперскую Фландрию (Reichsflandern).
В 1234 году Флорис IV участвовал в крестовом походе против штедингеров (англ. Stedingers), живших к северу от Бремена. В честь побед был устроен турнир, проходивший в Нуайоне или Корби. Флорис был убит на турнире Филиппом Клермонтом, сыном короля Франции Филиппа II Августа.

## Семья и дети
6 декабря 1224 года женился на Матильде, дочери Генриха I Брабантского.
Их дети:
- Вильгельм II (1228—1256), граф Голландии и Зеландии с 1234 года, антикороль Германии с 1247 года.
- Флорис де Воогд (ок. 1228—1258), регент Голландии в 1248—1258 годах.
- Аделаида Голландская (1225—1284), регент Голландии в 1258—1263 годах. Жена с 1246 года Жана I Авен, графа Геннегау. Их потомки в 1299 году унаследовали Голландию.
- Маргарита (? — 1277), жена с 1249 года графа Германа I Геннеберга.
- Матильда (? — 1256)